# Кардіоверсія
Кардіоверсія — відновлення нормального серцевого ритму (синусового ритму) за наявності серцевої аритмії, як правило, фібриляції передсердь, рідше надшлуночкової або шлуночкової тахікардії або тріпотіння передсердь. Розрізняють електричну  (за допомогою  дефібрилятора), та медикаментозну кардіоверсії.

## Показання
Кардіоверсія показана при тахіаритміях, які впливають на серцевий викид. Якщо розмір викиду в нормі, то використання слід розглядати залежно від типу серцевої аритмії та симптомів.  Кардіоверсія не забезпечує чіткого прогностичного поліпшення у пацієнтів з фібриляцією передсердь з незначними або відсутніми симптомами. 

## Електрична кардіоверсія
Принцип електричної кардіоверсії аналогічний принципу дефібриляції . Через використання струму, діяльність клітин міокарда повинна бути синхронізована,  Це запобігає неконтрольованому збудженню, та забезпечує впорядковану електричну активність, від синусового вузла.
На відміну від дефібриляції, електрична кардіоверсія застосовується з меншою початковою дозою (зазвичай 50-100 джоулів ).  Крім того, удар струму  викликається ЕКГ-контрольовано - це означає, що пристрій реєструє зубець R (час скорочення клітин серцевого м’яза) на ЕКГ, і в цей час ініціює удар струму. Це знижує ризик виникнення фібриляції шлуночків .
Для проведення процедури, пацієнтам в свідомості дають короткотривалий наркоз.

## Медикаментозна кардіоверсія
Крім електричної кардіоверсії, можна застосовувати також медикаментозне лікування. Це має перевагу в тому, що наркоз не потрібен і пацієнт, можливо, може сам провести терапію («таблетка в кишені»). Найбільш поширеними препаратами є аміодарон, флекаїнід та аймалін .  Загалом рівень успішності фармакологічної кардіоверсії трохи нижчий, ніж для електричної кардіоверсії (див. таблицю).

## Ризики
І електрична, і медикаментозна кардіоверсія мають підвищений ризик емболії, і як наслідок інсульту . Крім того, обидві процедури можуть спровокувати серцеві аритмії. 

## Заходи при фібриляції передсердь
Найпоширенішим показанням до кардіоверсії є симптоматична фібриляція передсердь. Рішення між електричною та лікарською кардіоверсією приймається індивідуально. Якщо початок фібриляції передсердь був не більше 48 годин тому, кардіоверсію можна проводити без антикоагуляції . Якщо фібриляція передсердь зберігається більше 48 годин, існує підвищений ризик тромбоемболічних ускладнень. Тому перед кардіоверсією необхідно виключити наявність тромбу в передсерді, за допомогою ТЕЕ (трансезофагеальна ехокардіографія). Альтернативно, антикоагуляцію можна проводити щонайменше за три тижні до і через чотири тижні після кардіоверсії.  
| Заходи                  | Відсоток успіху (відновлення синусового ритму через 6 годин після кардіоверсії) |
| ----------------------- | ------------------------------------------------------------------------------- |
| Електрична кардіоверсія | 94–99 %                                                                         |
| Флекаїнід               | 67–92 %                                                                         |
| Пропафенон              | 41–91 %                                                                         |
| Ібутілід                | 50 %                                                                            |
| Аміодарон               | 80–90 %                                                                         |

Коефіцієнт успішності електричної кардіоверсії може бути покращений при одночасному прийомі антиаритмічних засобів.  Для поліпшення довгострокового успіху кардіоверсії часто призначають тривалу медикаментозну терапію.